# Alain Bonnet (chercheur)
 (juillet 2021).
Pour les articles homonymes, voir Bonnet.
Alain Bonnet (1945-1999) est un chercheur et entrepreneur français en intelligence artificielle. Il a travaillé  sur les systèmes experts et sur le langage naturel, domaine à la croisée de deux de ses centres d'intérêt : le français et l'intelligence artificielle.

## Biographie
Diplômé de l'Université Paris XI, il a été membre de l'équipe MIAGE dirigée par Daniel Kayser de 1970 à 1977. À Stanford University de 1977 à 1980, il a travaillé dans l'équipe de Bruce Buchanan sur le projet MYCIN, le premier système expert  d'aide au diagnostic médical. En 1980, il a soutenu sa Thèse d'État à l'Université Paris VI. De 1981 à 1982 il travaillait chez Schlumberger où il a développé un système expert pour l'interprétation des données de forage devenu une référence classique.
De 1982 à 1993 il était professeur à Télécom Paris. En 1984 il a monté ― avec Jean-Michel Truong et Jean-Paul Haton ― Cognitech, première société européenne spécialisée en intelligence artificielle. En 1990 il a fondé la société Langage Naturel qu'il a installée à Montpellier en 1992. Langage Naturel a mis en place Sylex, un kit d'outils pour le traitement de texte - un système pionnier précurseur dans le domaine. En 1993, Langage Naturel s'est associé avec Ingenia ; la mệme année Alain Bonnet a monté la société Baobab centrée sur l'ingénierie des langues.
Il était un des initiateurs des projets européens Onomastica ― sur les relations entre les phonèmes et les noms propres ― et Mimosa, consacré à l'extraction d'information à partir des textes de presse en français et en anglais.
Alain Bonnet est l'auteur de deux des premiers livres français sur l'intelligence artificielle et sur les systèmes experts. Ces deux monographies ont été traduites en plusieurs langues dont l'anglais , et le néerlandais . Directeur d'une dizaine de thèses, Alain Bonnet était membre de comité de lecture de la Revue d'Intelligence Artificielle et auteur de nombreux articles scientifiques.
Il était marié à Urszula Hibner avec qui il a eu deux filles, Sarah (née en 1986) et Anna (née en 1989).

## Ouvrages
- Essai de compréhension d’un texte à l’aide d’un réseau sémantique de procédures, avec D. Coulon, D. Kayser, J.-M. Lancel, Congrès AFCET-Informatique, 1976 pp.113-122.
- Description générale d’un système de réponse aux questions. Rapports des contrats CRIN 1977 et 1978
- Natural Language Comprehension based on Approximate Reasoning. International Seminar on Question-Answering and Large Databases (avec Kayser et F. Jakob), Actes I.R.I.A. 1977.
- Essai de compréhension de textes en simulant des raisonnements approximatifs et pseudo-déductifs. Thèse, Université Paris VI, 1977.
- Understanding Medical Jargon as If It Were a Natural Language IJCAI 1979: 79-8, doi:10.5555/1624861.1624882.
- Les grammaires sémantiques, outil puissant pour interroger les bases de données en langage naturel, R.A.I.R.O.Informatique  1980, vol.14 n°2, pp.137-148.
- Analyse de textes au moyen d’une grammaire sémantique et de schémas.Application à la compréhension de résumés médicaux en langage naturel Thèse de Doctorat d’État, Université Paris VI, 1980.
- An I.C.A.I. System for Teaching Derivatives in Mathematics avec M.O. Cordieret Daniel Kayser. World Conference on Computers in Education, Lausanne,1981.
- Oil-Well Data Interpretation Using Expert System and Pattern Recognition Technique avec  C. Dahan, Proc. IJCAI 1983, pp.185-189, Karlsruhe, août 1983.
- Strategies for understanding structured English, in Buchanan and Shortliffe (eds), Addison Wesley, Reading, MA, 1984, pp.613–634.
- L'intelligence artificielle promesses et réalités Interéditions 1984.
- Artificial intelligence - promise and performance. Prentice Hall 1985.
- L’utilisation des langages orientés objets en Intelligence Artificielle Génie Logiciel, mai 1985
- Kunstmatige Intelligentie, Addison-Wesley 1987.
- Expert systems - principles and practice (avec Jean Paul Haton, Jean-Michel Truong-Ngoc),  Prentice Hall 1988.
- Recherche de références cataloguées à partir de requêtes en langage libre, avec F. Pigamo, Génie Linguistique, 1991.
- Traitement du Langage Naturel en recherche documentaire, Écho des recherches n° 148, 1992.
- Systèmes-experts, Interéditions 1997.